# Campionato europeo di pallanuoto 1997 (femminile)
La VIIª edizione del campionato europeo di pallanuoto femminile si è tenuta a Siviglia dal 13 al 22 agosto 1997 nel corso dei XXIII Campionati europei di nuoto. È stata l'ultima volta in cui il torneo ha fatto parte della rassegna continentale di sport acquatici.
Come già accaduto nella precedente edizione di Vienna 1995, la formula del torneo è stata la stessa di quello maschile.

Battendo in finale la Russia, l'Italia ha conquistato il suo secondo europeo consecutivo.

## Squadre partecipanti
GRUPPO A
- Francia
- Germania
- Grecia
- Jugoslavia
- Rep. Ceca
- Ungheria

GRUPPO B
- Gran Bretagna
- Italia
- Paesi Bassi
- Portogallo
- Russia
- Spagna

## Fase preliminare

### Gruppo A
|    | Squadra    | Punti | G | V | N | P | GF | GS | DR  |
| -- | ---------- | ----- | - | - | - | - | -- | -- | --- |
| 1. | Grecia     | 10    | 5 | 5 | 0 | 0 | 43 | 19 | +24 |
| 2. | Ungheria   | 8     | 5 | 4 | 0 | 1 | 70 | 14 | +56 |
| 3. | Germania   | 6     | 5 | 3 | 0 | 2 | 30 | 31 | -1  |
| 4. | Francia    | 4     | 5 | 2 | 0 | 3 | 34 | 41 | -7  |
| 5. | Jugoslavia | 2     | 5 | 1 | 0 | 4 | 24 | 50 | -26 |
| 6. | Rep. Ceca  | 0     | 5 | 0 | 0 | 5 | 25 | 71 | -46 |

- 13 agosto

| Germania | 8 – 5  | Jugoslavia |
| Ungheria | 13 – 2 | Francia    |
| Grecia   | 13 – 2 | Rep. Ceca  |

- 14 agosto

| Francia  | 9 – 5 | Jugoslavia |
| Germania | 8 – 4 | Rep. Ceca  |
| Grecia   | 7 – 6 | Ungheria   |

- 15 agosto

| Grecia   | 8 – 2  | Jugoslavia |
| Ungheria | 26 – 2 | Rep. Ceca  |
| Germania | 7 – 5  | Francia    |

- 16 agosto

| Rep. Ceca | 10 – 11 | Jugoslavia |
| Ungheria  | 10 – 2  | Germania   |
| Grecia    | 9 – 4   | Francia    |

- 17 agosto

| Ungheria | 15 – 1 | Jugoslavia |
| Francia  | 14 – 7 | Rep. Ceca  |
| Grecia   | 7 – 5  | Germania   |

### Gruppo B
|    | Squadra       | Punti | G | V | N | P | GF | GS | DR  |
| -- | ------------- | ----- | - | - | - | - | -- | -- | --- |
| 1. | Paesi Bassi   | 10    | 5 | 5 | 0 | 0 | 76 | 22 | +54 |
| 2. | Russia        | 7     | 5 | 3 | 1 | 1 | 49 | 25 | +24 |
| 3. | Italia        | 7     | 5 | 3 | 1 | 1 | 51 | 28 | +23 |
| 4. | Spagna        | 4     | 5 | 2 | 0 | 3 | 29 | 30 | -1  |
| 5. | Gran Bretagna | 2     | 5 | 1 | 0 | 4 | 25 | 64 | -39 |
| 6. | Portogallo    | 0     | 5 | 0 | 0 | 5 | 14 | 75 | -61 |

- 13 agosto

| Russia      | 16 – 5 | Portogallo    |
| Paesi Bassi | 21 – 3 | Gran Bretagna |
| Italia      | 6 – 5  | Spagna        |

- 14 agosto

| Italia      | 17 – 0 | Portogallo    |
| Spagna      | 10 – 4 | Gran Bretagna |
| Paesi Bassi | 12 – 6 | Russia        |

- 15 agosto

| Russia      | 8 – 1  | Spagna        |
| Italia      | 14 – 7 | Gran Bretagna |
| Paesi Bassi | 22 – 2 | Portogallo    |

- 16 agosto

| Gran Bretagna | 1 – 13 | Russia     |
| Paesi Bassi   | 10 – 8 | Italia     |
| Spagna        | 10 – 1 | Portogallo |

- 17 agosto

| Russia        | 6 – 6  | Italia     |
| Gran Bretagna | 10 – 6 | Portogallo |
| Paesi Bassi   | 11 – 3 | Spagna     |

## Fase finale

### Tabellone
|  | Quarti di finale | Quarti di finale |             |             | Semifinali                | Semifinali                |  |  | Finale | Finale |
|  |                  |                  |             |             |                           |                           |  |  |        |        |
|  |                  |                  |             |             |                           |                           |  |  |        |        |
|  |                  |                  |             |             |                           |                           |  |  |        |        |
|  | Grecia           | 6                |             |             |                           |                           |  |  |        |        |
|  | Grecia           | 6                |             |             |                           |                           |  |  |        |        |
|  | Spagna           | 7                |             |             |                           |                           |  |  |        |        |
|  | Spagna           | 7                | Spagna      | 6           |                           |                           |  |  |        |        |
|  |                  |                  | Spagna      | 6           |                           |                           |  |  |        |        |
|  |                  | Russia           | 11          |             |                           |                           |  |  |        |        |
|  | Russia           | Russia           | 11          | 9           |                           |                           |  |  |        |        |
|  | Russia           |                  |             | 9           |                           |                           |  |  |        |        |
|  | Germania         | 5                |             |             |                           |                           |  |  |        |        |
|  | Germania         | 5                | Russia      | 5           |                           |                           |  |  |        |        |
|  |                  |                  | Russia      | 5           |                           |                           |  |  |        |        |
|  |                  | Italia           | 6           |             |                           |                           |  |  |        |        |
|  | Paesi Bassi      | Italia           | 6           | 13          |                           |                           |  |  |        |        |
|  | Paesi Bassi      |                  |             | 13          |                           |                           |  |  |        |        |
|  | Francia          | 2                |             |             |                           |                           |  |  |        |        |
|  | Francia          | 2                | Paesi Bassi | 7           | Finale per il terzo posto | Finale per il terzo posto |  |  |        |        |
|  |                  |                  | Paesi Bassi | 7           | Finale per il terzo posto | Finale per il terzo posto |  |  |        |        |
|  |                  | Italia           | 8           |             |                           |                           |  |  |        |        |
|  | Ungheria         | Italia           | 8           | 7           | Spagna                    | 5                         |  |  |        |        |
|  | Ungheria         |                  |             | 7           | Spagna                    | 5                         |  |  |        |        |
|  | Italia           | 8                |             | Paesi Bassi | 10                        |                           |  |  |        |        |
|  | Italia           | 8                |             |             | 10                        |                           |  |  |        |        |
|  |                  |                  |             |             |                           |                           |  |  |        |        |
|  |                  |                  |             |             |                           |                           |  |  |        |        |

### Quarti di finale
- 19 agosto

| Grecia      | 6 – 7 d3TS | Spagna   |
| Russia      | 9 – 5      | Germania |
| Paesi Bassi | 13 – 2     | Francia  |
| Ungheria    | 7 – 8 d2TS | Italia   |

### Semifinali
- 20 agosto — 5º/8º posto

| Grecia  | 9 – 10 | Germania |
| Francia | 2 – 13 | Ungheria |

- 20 agosto — 1º/4º posto

| Spagna      | 6 – 11    | Russia |
| Paesi Bassi | 7 – 8 dTS | Italia |

### Finali
- 19 agosto — 11º posto

| Rep. Ceca | 9 – 8 | Portogallo |

- 19 agosto — 9º posto

| Jugoslavia | 5 – 4 | Gran Bretagna |

- 21 agosto — 7º posto

| Grecia | 9 – 6 | Francia |

- 21 agosto — 5º posto

| Germania | 5 – 10 | Ungheria |

- 22 agosto — Finale per il Bronzo

| Spagna | 5 – 10 | Paesi Bassi |

- 22 agosto — Finale per l'Oro

| Russia | 5 – 6 | Italia |

## Classifica finale
| Pos. | Squadra       |
| ---- | ------------- |
|      | Italia        |
|      | Russia        |
|      | Paesi Bassi   |
| 4    | Spagna        |
| 5    | Ungheria      |
| 6    | Germania      |
| 7    | Grecia        |
| 8    | Francia       |
| 9    | Jugoslavia    |
| 10   | Gran Bretagna |
| 11   | Rep. Ceca     |
| 12   | Portogallo    |